# Groß Fullener Moor
Das Groß Fullener Moor ist ein Naturschutzgebiet in der niedersächsischen Stadt Meppen und der Gemeinde Twist im Landkreis Emsland.

## Allgemeines
Das Naturschutzgebiet mit dem Kennzeichen NSG WE 325 ist circa 29,43 Hektar groß. Es steht seit dem 29. Oktober 2022 unter Naturschutz. Zuständige untere Naturschutzbehörde ist der Landkreis Emsland.

## Beschreibung
Das aus zwei Teilflächen bestehende Naturschutzgebiet liegt westlich von Meppen. Es stellt einen wiedervernässten Hochmoorrest als Bestandteil des ehemals ausgedehnten Bourtanger Moores unter Schutz. Im Naturschutzgebiet sind Moorheiden, Torfmoos-Wollgras-Gesellschaften, Grünlandbereiche sowie Birkenbruchwälder. Im südlichen Teilgebiet ist eine offene Wasserfläche vorhanden.
Das Naturschutzgebiet ist von landwirtschaftlichen Nutzflächen bzw. Wäldern umgeben. Der südliche Teilbereich grenzt nach Westen an den Fullener Wald und nach Osten an die Bundesautobahn 31.